# Cravi Iamdiu scandalo

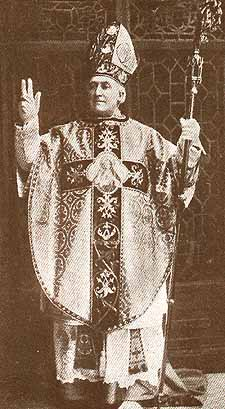
Arnold Mathew

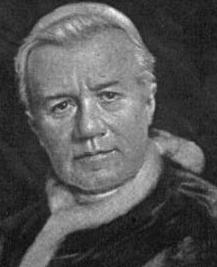
Paus Pius X

Cravi Iamdiu scandalo is een pauselijke bul, uitgevaardigd door paus Pius X op 11 februari 1911, waarin hij de excommunicatie aankondigde van Arnold Harris Mathew en zijn volgelingen.

## Geschiedenis
Na vele omzwervingen binnen de verschillende religies en geloofsgemeenschappen (rooms-katholiek, anglicaans, unitarisme) besloot Arnold Mathew zich in 1908 aan te sluiten bij de Unie van Utrecht, de Oudkatholieke Kerk. Na zijn wijding tot bisschop van die kerk kwam hij echter al snel in conflict met de unie, waardoor hij in 1910 besloot uit de unie te stappen en de WOCC (Western Orthodox Catholic Church) op te richten. Hierbij liet hij zichzelf tot anglokatholiek aartsbisschop van Londen benoemen en liet enkele sympathisanten, met theosofische achtergrond of geëxcommuniceerd door de Rooms-Katholieke Kerk, wijden tot bisschop.
Ter bevestiging van deze oprichting en wijdingen richtte hij zich in brief aan paus Pius X, die hierop besloot actie te ondernemen en de bul Cravi Iamdiu scandalo liet uitgaan. In harde bewoordingen (met woorden als “arrogantie”, “pseudobisschop” en “misdadig handelen”) werd opgeroepen tot excommunicatie van Arnold Mathew, Herbert Ignatius Beal en Arthur William Howarth (beiden uit de kerk gezet wegens verduisteringspraktijken) alsmede allen die zich schuldig hadden gemaakt aan de beweging van Mathew.
Eind 1915 zou Mathew onder paus Benedictus XV aanvankelijk geprobeerd hebben zich opnieuw aan te sluiten bij de Rooms-Katholieke Kerk, maar mede door de door Rome gestelde voorwaarden zag hij hier alsnog van af.